# Isuzu Oasis
Der Isuzu Oasis ist ein Van, der von Isuzu in Zusammenarbeit mit Honda von 1996 bis 1999 gefertigt wurde. Der Oasis ist der einzige Van der Marke.

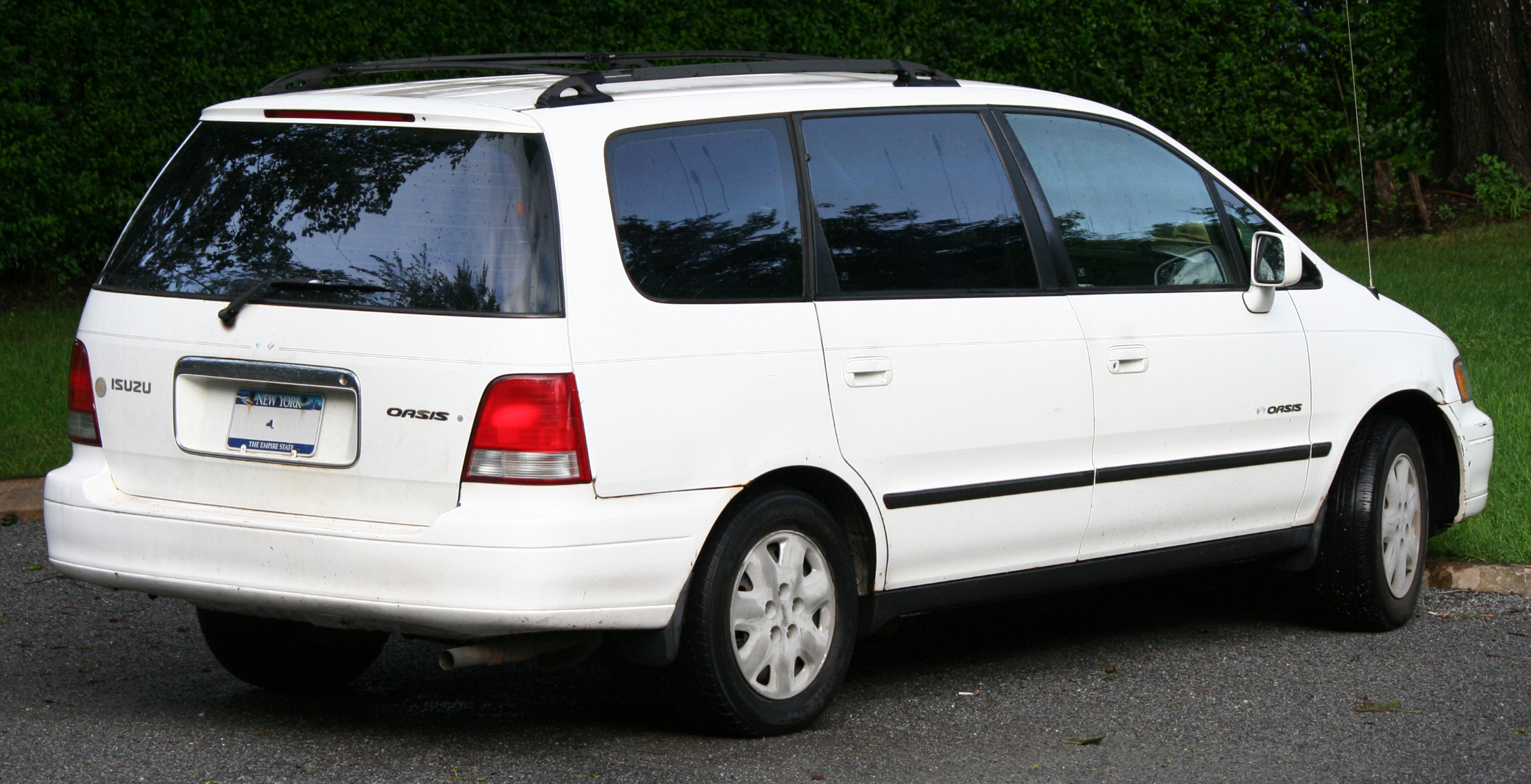
Heckansicht

## Übersicht
Es gab eine Übereinkunft mit Honda, dass diese die Isuzu-Modelle Rodeo und Trooper als Honda Passport, bzw. Acura SLX, vertreiben durften, während Isuzu im Gegenzug die Honda-Modelle Odyssey und Civic als Isuzu Oasis, bzw. Isuzu Gemini anbot. Somit war der Oasis im Grunde nur ein Honda Odyssey mit Isuzu-Emblemen zu einem günstigeren Preis und mit einer besseren Garantie. Durch den besseren Ruf der Marke Honda erreichte der Odyssey allerdings bessere Verkaufszahlen.
Der Oasis wurde in den Modelljahren 1996 bis 1999 in den USA angeboten. Nach der Überarbeitung des Odyssey 1999 bot Isuzu weiterhin das alte Modell mit einigen kleinen Änderungen noch das gesamte Modelljahr über an. Spätere Oasis-Modelle besitzen einen 2,3 l–VTEC-Motor wie der Honda Accord der 6. Generation.

## Trivia
Viele Isuzu Oasis wurden in New York als Taxis eingesetzt.